# Aeropuerto de Viena-Schwechat
El Aeropuerto Internacional de Viena (en alemán: Flughafen Wien-Schwechat) (IATA: VIE, OACI: LOWW) está ubicado a 18 km al sureste de Viena, y es el de mayor tráfico de Austria. Se conoce comúnmente como Aeropuerto de Schwechat, debido a que está ubicado cerca del municipio de Schwechat. El aeropuerto tiene la capacidad de manejar aeronaves de fuselaje ancho, como el Boeing 747 y el Airbus A340. Sirve como hub para la compañía Austrian Airlines y sus subsidiarias.

## Historia
Construido originalmente como aeropuerto militar en 1938, fue tomado por los británicos en 1945. En 1954, se fundó el Betriebsgesellschaft, y reemplazó al Aeropuerto de Aspern como el más importante de Viena (y de Austria). En su momento solo contaba con una pista, la cual fue extendida en 1959 hasta alcanzar los 3,000 metros de longitud. La construcción del nuevo edificio del aeropuerto se inició en 1960. En 1972 se construyó otra pista.
El aeropuerto recibió a los equipos olímpicos en dos oportunidades, ya que Austria fue anfitriona de los Juegos Olímpicos de Invierno. El Papa Juan Pablo II también utilizó el aeropuerto durante su visita a Austria. El 27 de diciembre de 1985, el mostrador de la compañía aérea israelí El Al fue atacado por terroristas palestinos.
Hasta el año 2003, el aeropuerto contaba con una tienda Harrods en sus instalaciones.

## Atentado terrorista palestino
El atentado de Viena de 1985 fue un ataque terrorista perpetrado el 27 de diciembre de 1985 por el grupo extremista palestino encabezado por Abu Nidal, que irrumpió en el aeropuerto de Viena; al mismo tiempo también fue perpetrado otro ataque en el aeropuerto de Roma-Fiumicino; los dos ataques tuvieron lugar con una diferencia de unos minutos entre a las 9:15. En total, los dos atentados causaron 19 muertos y 120 heridos: 13 muertos y 76 heridos en Roma, tres muertos y 44 heridos en Viena; tres terroristas del comando que atacaron el aeropuerto de Roma resultaron muertos y uno, herido, fue capturado, mientras que en el comando que atacó el aeropuerto de Viena hubo un muerto y dos heridos hechos prisioneros.

## Terminales

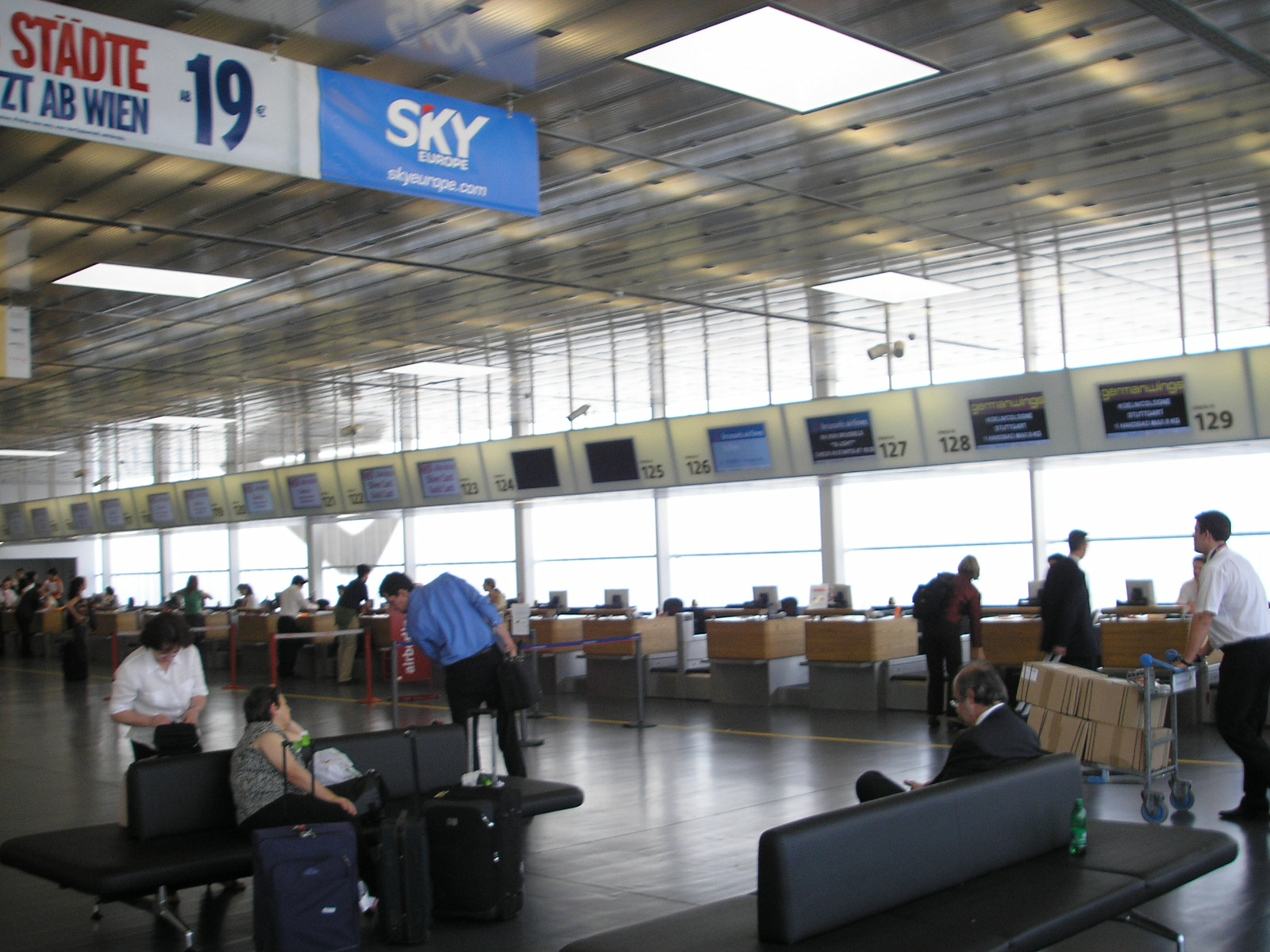
Interior de la Terminal 1A.

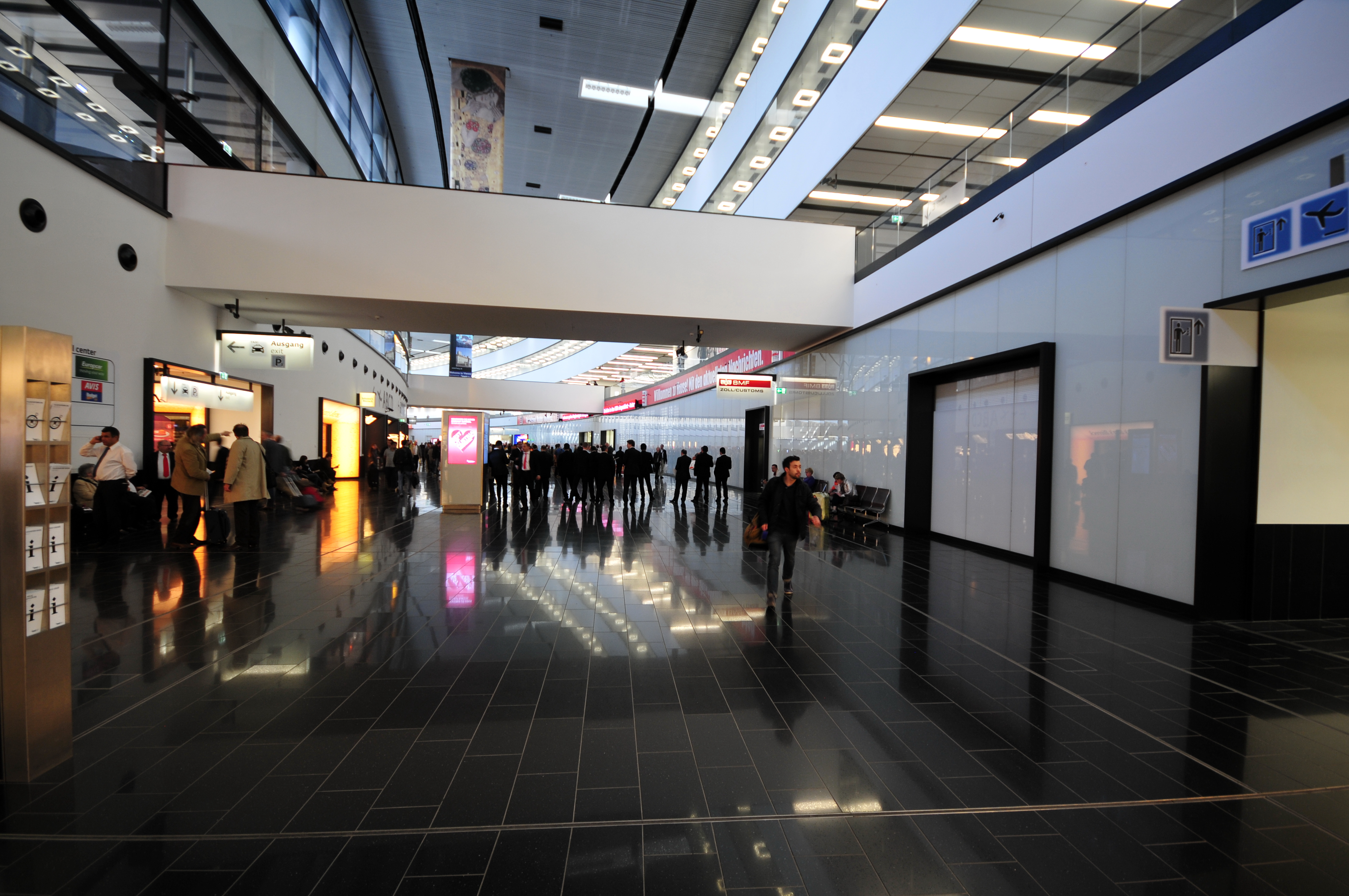
Interior de la Terminal 3, Skylink.

Actualmente, el Aeropuerto Internacional de Viena tiene tres terminales. Una terminal provisoria (1A) fue construida para ofrecer mayor espacio para las aerolíneas de bajo costo. En 2006, el aeropuerto empezó a construir una nueva terminal, SKYLINK, la cual le ha permitido manejar un mayor volumen de pasajeros (2019: 24.4 millones). Esta nueva terminal, además, permite al aeropuerto recibir aeronaves de mayor tamaño, tales como el Airbus A380.

### Sala A (Muelle Este)
Vuelos internacionales (Zona de tránsito, control de pasaporte en la entrada/salida de la sala, puertas de embarque, y paradas de autobuses).

### Sala B
Vuelos (Europa-Área Schengen)

### Sala C (Muelle Oeste)
Vuelos (Europa-Área Schengen) e Internacionales. Para los vuelos internacionales: Control de pasaporte en las respectivas puertas de embarque, los pasajeros que combinan un vuelo internacional con otro internacional deben pasar por Migraciones/Control de Pasaporte para luego dirigirse a la Zona de Tránsito en la planta baja, donde tienen acceso a otros vuelos internacionales de la misma Sala o a un autobús que los transporta a la Sala A; los pasajeros que arriben a la Sala A y necesiten realizar una conexión con otro vuelo de la Sala C, también deberán utilizar el autobús.

## Plan Director 2015
A causa del constante crecimiento del número de pasajeros y cargas, el Aeropuerto Internacional de Viena ha decidido expandir el mayor aeropuerto de Austria con varios nuevos edificios.
- Torre Nueva: Una nueva torre fue construida, directamente al lado del World Trade Center. Con sus 109 metros de altura, permite una visión del área del aeropuerto y ofrece otra vista espectacular: un show de láser nocturno, el cual dará la bienvenida a los pasajeros, incluso desde las aeronaves.

- Nueva Terminal: Debido al constante crecimiento del tráfico tanto de pasajeros como de cargas, el Aeropuerto Internacional de Viena ha planeado construir otra Terminal, SKYLINK, el cual deberá tener la capacidad de lidiar con un mayor tráfico de pasajeros. La construcción empezó en el 2006 y durará hasta fines de 2008. Si se observa un crecimiento aún mayor en el tráfico de pasajeros, el Plan Maestro 2015 contempla una ampliación del SKYLINK.

- Tercer Pista: A causa de un mayor tráfico de aeronaves, una tercera pista será necesaria para el aeropuerto. Un proceso de mediación tuvo lugar, y el inicio de las obras de construcción de la pista será en el 2009.

- Estación de tren: La estación de tren subterránea será ampliada y una conexión a Bratislava será construida. Adicionalmente el City Airport Train, el cual conecta el centro de Viena con el aeropuerto en solo 16 minutos, tendrá una nueva estación subterránea.

## Aerolíneas y destinos

### Destinos nacionales
| Aerolíneas        | Destinos                                     |
| ----------------- | -------------------------------------------- |
| Austrian Airlines | Graz, Innsbruck, Klagenfurt, Linz, Salzburgo |

### Destinos internacionales
| Ciudades por países  | Nombre del aeropuerto                                   | Aerolíneas                                                             | Aeronaves          | Frecuencias semanales |        |
| África               | África                                                  | África                                                                 | África             | África                | África |
| -------------------- | ------------------------------------------------------- | ---------------------------------------------------------------------- | ------------------ | --------------------- | ------ |
| Argelia              |                                                         |                                                                        |                    |                       |        |
| Argel                | Aeropuerto Internacional Houari Boumedienne             | Air Algérie                                                            |                    |                       |        |
| Egipto               |                                                         |                                                                        |                    |                       |        |
| El Cairo             | Aeropuerto Internacional de El Cairo                    | Austrian Airlines Egyptair                                             |                    |                       |        |
| Hurgada              | Aeropuerto Internacional de Hurghada                    | Air Cairo Air Arabia Egypt Austrian Airlines TUIfly                    | A32x A320-214 B737 |                       |        |
| Luxor                | Aeropuerto Internacional de Luxor                       | Austrian Airlines                                                      |                    |                       |        |
| Sharm el-Sheij       | Aeropuerto Internacional de Sharm el-Sheij              | Air Cairo Austrian Airlines                                            | A32x               |                       |        |
| Etiopía              |                                                         |                                                                        |                    |                       |        |
| Adís Abeba           | Aeropuerto Internacional Bole                           | Ethiopian                                                              | B787               |                       |        |
| Marruecos            |                                                         |                                                                        |                    |                       |        |
| Marrakech            | Aeropuerto de Marrakech-Menara                          | Austrian Airlines                                                      |                    |                       |        |
| Mauricio             |                                                         |                                                                        |                    |                       |        |
| Port Louis           | Aeropuerto Internacional Sir Seewoosagur Ramgoolam      | Austrian Airlines                                                      |                    |                       |        |
| Túnez                |                                                         |                                                                        |                    |                       |        |
| Túnez                | Aeropuerto Internacional de Túnez-Cartago               | Tunisair                                                               |                    |                       |        |
| América del Norte    |                                                         |                                                                        |                    |                       |        |
| Canadá               |                                                         |                                                                        |                    |                       |        |
| Montreal             | Aeropuerto Internacional Pierre Elliott Trudeau         | Austrian Airlines                                                      | B7x7               |                       |        |
| Toronto              | Aeropuerto Internacional Toronto Pearson                | Air Canada                                                             | B787-9             | 5                     |        |
| Estados Unidos       |                                                         |                                                                        |                    |                       |        |
| Boston               | Aeropuerto Internacional Logan                          | Austrian Airlines                                                      | B7x7               |                       |        |
| Chicago              | Aeropuerto Internacional O'Hare                         | Austrian Airlines                                                      | B7x7               |                       |        |
| Newark               | Aeropuerto Internacional Libertad de Newark             | Austrian Airlines                                                      | B7x7               |                       |        |
| Nueva York           | Aeropuerto Internacional John F. Kennedy                | Austrian Airlines                                                      | B7x7               |                       |        |
| Washington D. C.     | Aeropuerto Internacional Washington-Dulles              | Austrian Airlines                                                      | B7x7               |                       |        |
| México               |                                                         |                                                                        |                    |                       |        |
| Cancún               | Aeropuerto Internacional de Cancún                      | Austrian Airlines                                                      | B7x7               |                       |        |
| Asia                 |                                                         |                                                                        |                    |                       |        |
| Armenia              |                                                         |                                                                        |                    |                       |        |
| Ereván               | Aeropuerto Internacional de Zvartnots                   | Austrian Airlines / Wizz Air                                           |                    |                       |        |
| Azerbaiyán           |                                                         |                                                                        |                    |                       |        |
| Bakú                 | Aeropuerto de Bakú                                      | Austrian Airlines Azerbaijan Airlines                                  | A319-100           |                       |        |
| Catar                |                                                         |                                                                        |                    |                       |        |
| Doha                 | Aeropuerto Internacional Hamad                          | Qatar Airways                                                          |                    |                       |        |
| China                |                                                         |                                                                        |                    |                       |        |
| Cantón               | Aeropuerto Internacional de Cantón-Baiyun               | China Southern Airlines (Vía URC)                                      |                    |                       |        |
| Pekín                | Aeropuerto Internacional de Pekín-Daxing                | Air China Austrian Airlines                                            |                    |                       |        |
| Shanghái             | Aeropuerto Internacional de Shanghái-Pudong             | Austrian Airlines                                                      | B7x7               |                       |        |
| Shenzhen             | Aeropuerto Internacional de Shenzhen-Bao'an             | Hainan Airlines                                                        |                    |                       |        |
| Urumchi              | Aeropuerto Internacional de Urumchi-Diwopu              | China Southern Airlines                                                |                    |                       |        |
| Chipre               |                                                         |                                                                        |                    |                       |        |
| Lárnaca              | Aeropuerto Internacional de Lárnaca                     | Austrian Airlines LEVEL Ryanair (estacional)                           | A330-202 B737      |                       |        |
| Pafos                | Aeropuerto Internacional de Pafos                       | Ryanair (estacional)                                                   | B737               |                       |        |
| Corea del Sur        |                                                         |                                                                        |                    |                       |        |
| Seúl                 | Aeropuerto Internacional de Incheon                     | Korean Air                                                             |                    |                       |        |
| EAU                  |                                                         |                                                                        |                    |                       |        |
| Dubái                | Aeropuerto Internacional de Dubái                       | Emirates                                                               |                    |                       |        |
| Georgia              |                                                         |                                                                        |                    |                       |        |
| Tiflis               | Aeropuerto Internacional de Tiflis                      | Georgian Airways                                                       |                    |                       |        |
| India                |                                                         |                                                                        |                    |                       |        |
| Bombay               | Aeropuerto Internacional Chhatrapati Shivaji            | Austrian Airlines                                                      | B7x7               |                       |        |
| Nueva Delhi          | Aeropuerto Internacional Indira Gandhi                  | Air India Austrian Airlines                                            | B7x7               |                       |        |
| Irak                 |                                                         |                                                                        |                    |                       |        |
| Erbil                | Aeropuerto Internacional de Erbil                       | Austrian Airlines                                                      |                    |                       |        |
| Irán                 |                                                         |                                                                        |                    |                       |        |
| Teherán              | Aeropuerto Internacional Imán Jomeini                   | Austrian Airlines Iran Air                                             |                    |                       |        |
| Israel               |                                                         |                                                                        |                    |                       |        |
| Tel Aviv             | Aeropuerto Internacional Ben Gurión                     | Austrian Airlines El Al Ryanair                                        | B737               |                       |        |
| Japón                |                                                         |                                                                        |                    |                       |        |
| Nagoya               | Aeropuerto Internacional Chūbu Centrair                 | Austrian Airlines                                                      | B7x7               |                       |        |
| Tokio                | Aeropuerto de Haneda                                    | All Nippon Airways                                                     |                    |                       |        |
| Tokio                | Aeropuerto Internacional de Narita                      | Austrian Airlines (estacional)                                         | B7x7               |                       |        |
| Jordania             |                                                         |                                                                        |                    |                       |        |
| Amán                 | Aeropuerto Internacional Reina Alia                     | Austrian Airlines Royal Jordanian Ryanair                              | B737               |                       |        |
| Kazajistán           |                                                         |                                                                        |                    |                       |        |
| Astaná               | Aeropuerto Internacional de Astaná                      | Austrian Airlines                                                      |                    |                       |        |
| Kuwait               |                                                         |                                                                        |                    |                       |        |
| Ciudad de Kuwait     | Aeropuerto Internacional de Kuwait                      | Kuwait Airways                                                         |                    |                       |        |
| Maldivas             |                                                         |                                                                        |                    |                       |        |
| Malé                 | Aeropuerto Internacional de Malé                        | Austrian Airlines                                                      |                    |                       |        |
| Sri Lanka            |                                                         |                                                                        |                    |                       |        |
| Colombo              | Aeropuerto Internacional Bandaranaike                   | Austrian Airlines                                                      | B7x7               |                       |        |
| Taiwán               |                                                         |                                                                        |                    |                       |        |
| Taipéi               | Aeropuerto Internacional de Taiwán Taoyuan              | China Airlines EVA Air                                                 |                    |                       |        |
| Tailandia            |                                                         |                                                                        |                    |                       |        |
| Bangkok              | Aeropuerto Internacional Suvarnabhumi                   | Austrian Airlines EVA Air                                              | B7x7               |                       |        |
| Turquía              |                                                         |                                                                        |                    |                       |        |
| Ankara               | Aeropuerto de Ankara-Esenboğa                           | Pegasus Airlines Turkish Airlines                                      |                    |                       |        |
| Antalya              | Aeropuerto de Antalya                                   | Austrian Airlines Freebird Airlines SunExpress                         | A320-200 B737      |                       |        |
| Esmirna              | Aeropuerto de Esmirna-Adnan Menderes                    | Freebird Airlines SunExpress                                           | A320-200 B737      |                       |        |
| Estambul             | Aeropuerto de Estambul                                  | Austrian Airlines Freebird Airlines Pegasus Airlines Turkish Airlines  | A320-200           |                       |        |
| Europa               |                                                         |                                                                        |                    |                       |        |
| Albania              |                                                         |                                                                        |                    |                       |        |
| Tirana               | Aeropuerto Internacional de Tirana-Madre Teresa         | Austrian Airlines                                                      |                    |                       |        |
| Alemania             |                                                         |                                                                        |                    |                       |        |
| Berlín               | Aeropuerto de Berlín-Brandeburgo Willy Brandt           | Austrian Airlines                                                      |                    |                       |        |
| Colonia/Bonn         | Aeropuerto de Colonia/Bonn                              | Austrian Airlines Eurowings Ryanair                                    | B737               |                       |        |
| Düsseldorf           | Aeropuerto de Düsseldorf                                | Austrian Airlines Eurowings                                            |                    |                       |        |
| Fráncfort del Meno   | Aeropuerto de Fráncfort del Meno                        | Austrian Airlines Lufthansa                                            |                    |                       |        |
| Hamburgo             | Aeropuerto de Hamburgo                                  | Austrian Airlines Eurowings                                            |                    |                       |        |
| Hannover             | Aeropuerto de Hannover                                  | Eurowings                                                              |                    |                       |        |
| Leipzig              | Aeropuerto de Leipzig/Halle                             | Austrian Airlines                                                      |                    |                       |        |
| Múnich               | Aeropuerto de Múnich-Franz Josef Strauss                | Austrian Airlines Lufthansa                                            |                    |                       |        |
| Stuttgart            | Aeropuerto de Stuttgart                                 | Austrian Airlines Eurowings                                            |                    |                       |        |
| Bélgica              |                                                         |                                                                        |                    |                       |        |
| Bruselas             | Aeropuerto de Bruselas-National                         | Austrian Airlines Brussels Airlines                                    | A3xx               |                       |        |
| Charleroi            | Aeropuerto de Charleroi-Bruselas Sur                    | Ryanair                                                                | B737               |                       |        |
| Bielorrusia          |                                                         |                                                                        |                    |                       |        |
| Minsk                | Aeropuerto Internacional de Minsk                       | Austrian Airlines                                                      |                    |                       |        |
| Bosnia y Herzegovina |                                                         |                                                                        |                    |                       |        |
| Bania Luka           | Aeropuerto Internacional de Bania Luka                  | Ryanair                                                                | B737               |                       |        |
| Sarajevo             | Aeropuerto Internacional de Sarajevo                    | Austrian Airlines                                                      |                    |                       |        |
| Bulgaria             |                                                         |                                                                        |                    |                       |        |
| Burgas               | Aeropuerto de Burgas                                    | Ryanair (estacional)                                                   | B737               |                       |        |
| Sofía                | Aeropuerto de Sofía                                     | Austrian Airlines Bulgaria Air Ryanair                                 | B737               |                       |        |
| Varna                | Aeropuerto de Varna                                     | Austrian Airlines Ryanair (estacional)                                 | B737               |                       |        |
| Croacia              |                                                         |                                                                        |                    |                       |        |
| Dubrovnik            | Aeropuerto de Dubrovnik                                 | LEVEL Ryanair (estacional)                                             | A3xx B737          |                       |        |
| Zadar                | Aeropuerto de Zadar                                     | Ryanair (estacional)                                                   | B737               |                       |        |
| Zagreb               | Aeropuerto de Zagreb-Franjo Tuđman                      | Austrian Airlines Croatia Airlines                                     |                    |                       |        |
| Dinamarca            |                                                         |                                                                        |                    |                       |        |
| Billund              | Aeropuerto de Billund                                   | Ryanair                                                                | B737               |                       |        |
| Copenhague           | Aeropuerto de Copenhague-Kastrup                        | Austrian Airlines Ryanair (estacional)                                 | B737               |                       |        |
| Eslovaquia           |                                                         |                                                                        |                    |                       |        |
| Košice               | Aeropuerto Internacional de Košice                      | Austrian Airlines Ryanair                                              | B737               |                       |        |
| Eslovenia            |                                                         |                                                                        |                    |                       |        |
| Liubliana            | Aeropuerto de Liubliana-Jože Pučnik                     | Austrian Airlines                                                      |                    |                       |        |
| España               |                                                         |                                                                        |                    |                       |        |
| Alicante             | Aeropuerto de Alicante-Elche Miguel Hernández           | LEVEL Ryanair                                                          | A3xx B737          |                       |        |
| Barcelona            | Aeropuerto Josep Tarradellas Barcelona-El Prat          | Austrian Airlines LEVEL Ryanair Vueling                                | A3xx B737 A3xx     |                       |        |
| Bilbao               | Aeropuerto de Bilbao                                    | Wizz Air                                                               | A32x               |                       |        |
| Fuerteventura        | Aeropuerto de Fuerteventura                             | Eurowings Ryanair                                                      | B737               |                       |        |
| Gran Canaria         | Aeropuerto de Gran Canaria                              | Austrian Airlines Ryanair                                              | B737               |                       |        |
| Jerez                | Aeropuerto de Jerez                                     | Laudamotion (estacional)                                               | A320               |                       |        |
| Ibiza                | Aeropuerto de Ibiza                                     | Austrian Airlines LEVEL Ryanair (estacional)                           | A3xx B737          |                       |        |
| Lanzarote            | Aeropuerto César Manrique-Lanzarote                     | Austrian Airlines Ryanair (estacional)                                 | B737               |                       |        |
| Madrid               | Aeropuerto Adolfo Suárez Madrid-Barajas                 | Eurowings Iberia Ryanair                                               | A3xx B737          |                       |        |
| Málaga               | Aeropuerto de Málaga-Costa del Sol                      | Ryanair                                                                | B737               |                       |        |
| Menorca              | Aeropuerto de Menorca                                   | Ryanair (estacional)                                                   | B737               |                       |        |
| Palma de Mallorca    | Aeropuerto de Palma de Mallorca                         | Austrian Airlines Eurowings LEVEL Ryanair Vueling                      | A3xx B737 A3xx     |                       |        |
| Santander            | Aeropuerto Seve Ballesteros-Santander                   | Ryanair                                                                | B737               |                       |        |
| Sevilla              | Aeropuerto de Sevilla                                   | LEVEL Ryanair                                                          | A3xx B737          |                       |        |
| Tenerife             | Aeropuerto de Tenerife Sur                              | Austrian Airlines Ryanair                                              | B737               |                       |        |
| Valencia             | Aeropuerto de Valencia                                  | Ryanair Wizz Air                                                       | B737 A32x          |                       |        |
| Estonia              |                                                         |                                                                        |                    |                       |        |
| Tallin               | Aeropuerto de Tallin-Lennart Meri                       | airBaltic                                                              | A220-371           |                       |        |
| Finlandia            |                                                         |                                                                        |                    |                       |        |
| Helsinki             | Aeropuerto de Helsinki-Vantaa                           | Finnair                                                                |                    |                       |        |
| Lappeenranta         | Aeropuerto de Lappeenranta                              | Ryanair                                                                | B737               |                       |        |
| Francia              |                                                         |                                                                        |                    |                       |        |
| Beauvais             | Aeropuerto de París-Beauvais                            | Ryanair                                                                | B737               |                       |        |
| Burdeos              | Aeropuerto de Burdeos-Mérignac                          | Volotea                                                                | A3xxceo            |                       |        |
| Lyon                 | Aeropuerto de Lyon-Saint Exupéry                        | Austrian Airlines                                                      |                    |                       |        |
| Marsella             | Aeropuerto de Marsella-Provenza                         | Ryanair Volotea                                                        | B737 A3xxceo       |                       |        |
| Mulhouse             | Aeropuerto de Basilea-Mulhouse-Friburgo                 | Austrian Airlines                                                      |                    |                       |        |
| Nantes               | Aeropuerto de Nantes-Atlantique                         | Volotea                                                                | A3xxceo            |                       |        |
| Niza                 | Aeropuerto de Niza-Costa Azul                           | Austrian Airlines                                                      |                    |                       |        |
| París                | Aeropuerto de París-Charles de Gaulle                   | Air France Austrian Airlines LEVEL                                     | A3xx               |                       |        |
| Grecia               |                                                         |                                                                        |                    |                       |        |
| Accio-Vónitsa        | Aeropuerto de Accio                                     | Ryanair (estacional)                                                   | B737               |                       |        |
| Atenas               | Aeropuerto Internacional Eleftherios Venizelos          | Aegean Airlines Austrian Airlines Ryanair                              | A32x B737          |                       |        |
| Cefalonia            | Aeropuerto de Cefalonia-Anna Pollatou                   | Ryanair (estacional)                                                   | B737               |                       |        |
| Corfú                | Aeropuerto de Corfú-Ioannis Kapodistrias                | Ryanair (estacional)                                                   | B737               |                       |        |
| Heraclión            | Aeropuerto Internacional de Heraclión-Nikos Kazantzakis | Ryanair (estacional)                                                   | B737               |                       |        |
| Kalamata             | Aeropuerto Internacional de Kalamata                    | Ryanair (estacional)                                                   | B737               |                       |        |
| Kos                  | Aeropuerto Internacional de Kos-Hipócrates              | Ryanair (estacional)                                                   | B737               |                       |        |
| La Canea             | Aeropuerto Internacional de La Canea                    | Ryanair (estacional)                                                   | B737               |                       |        |
| Miconos              | Aeropuerto de Miconos                                   | Ryanair (estacional)                                                   | B737               |                       |        |
| Rodas                | Aeropuerto Internacional de Rodas-Diágoras              | Ryanair (estacional)                                                   | B737               |                       |        |
| Salónica             | Aeropuerto de Salónica                                  | Austrian Airlines Ryanair                                              | B737               |                       |        |
| Santorini            | Aeropuerto de Santorini                                 | Ryanair (estacional)                                                   | B737               |                       |        |
| Scíathos             | Aeropuerto de Scíathos-Alexandros Papadiamantis         | Ryanair (estacional)                                                   | B737               |                       |        |
| Zante                | Aeropuerto Internacional de Zante                       | Ryanair (estacional)                                                   | B737               |                       |        |
| Hungría              |                                                         |                                                                        |                    |                       |        |
| Budapest             | Aeropuerto Internacional de Budapest-Ferenc Liszt       | Austrian Airlines                                                      |                    |                       |        |
| Irlanda              |                                                         |                                                                        |                    |                       |        |
| Dublín               | Aeropuerto de Dublín                                    | Aer Lingus Ryanair                                                     | A3xx B737          |                       |        |
| Italia               |                                                         |                                                                        |                    |                       |        |
| Bari                 | Aeropuerto de Bari-Karol Wojtyła                        | Ryanair (estacional)                                                   | B737               |                       |        |
| Bérgamo              | Aeropuerto de Bérgamo-Orio al Serio                     | Ryanair (estacional)                                                   | B737               |                       |        |
| Bolonia              | Aeropuerto Guglielmo Marconi de Bolonia                 | Austrian Airlines Ryanair                                              | B737               |                       |        |
| Bríndisi             | Aeropuerto de Bríndisi-Casale                           | Ryanair (estacional)                                                   | B737               |                       |        |
| Cagliari             | Aeropuerto de Cagliari-Elmas                            | Ryanair (estacional)                                                   | B737               |                       |        |
| Catania              | Aeropuerto de Catania-Fontanarossa                      | Ryanair (estacional)                                                   | B737               |                       |        |
| Milán                | Aeropuerto de Milán-Linate                              | Alitalia CityLiner                                                     |                    |                       |        |
| Milán                | Aeropuerto de Milán-Malpensa                            | Austrian Airlines LEVEL Ryanair                                        | A3xx B737          |                       |        |
| Nápoles              | Aeropuerto Internacional de Nápoles                     | Ryanair (estacional)                                                   | B737               |                       |        |
| Olbia                | Aeropuerto de Olbia-Costa Smeralda                      | LEVEL                                                                  | A3xx               |                       |        |
| Palermo              | Aeropuerto de Palermo-Punta Raisi                       | Ryanair (estacional)                                                   | B737               |                       |        |
| Roma                 | Aeropuerto de Roma-Ciampino                             | Ryanair                                                                | B737               |                       |        |
| Roma                 | Aeropuerto de Roma-Fiumicino                            | Austrian Airlines Alitalia easyJet Europe Ryanair (estacional) Vueling | A3xx B737 A3xx     |                       |        |
| Venecia              | Aeropuerto de Venecia-Marco Polo                        | Austrian Airlines LEVEL                                                | A3xx               |                       |        |
| Letonia              |                                                         |                                                                        |                    |                       |        |
| Riga                 | Aeropuerto Internacional de Riga                        | airBaltic Ryanair                                                      | A220-371 B737      |                       |        |
| Lituania             |                                                         |                                                                        |                    |                       |        |
| Vilna                | Aeropuerto de Vilna                                     | Austrian Airlines Ryanair                                              | B737               |                       |        |
| Luxemburgo           |                                                         |                                                                        |                    |                       |        |
| Ciudad de Luxemburgo | Aeropuerto de Luxemburgo                                | Luxair                                                                 |                    |                       |        |
| Macedonia del Norte  |                                                         |                                                                        |                    |                       |        |
| Skopie               | Aeropuerto Internacional de Skopie                      | Austrian Airlines                                                      |                    |                       |        |
| Malta                |                                                         |                                                                        |                    |                       |        |
| Malta                | Aeropuerto Internacional de Malta                       | KM Malta Airlines Ryanair                                              | A32x B737          |                       |        |
| Moldavia             |                                                         |                                                                        |                    |                       |        |
| Chisináu             | Aeropuerto Internacional de Chisináu                    | Air Moldova Austrian Airlines                                          | A3xxceo            |                       |        |
| Montenegro           |                                                         |                                                                        |                    |                       |        |
| Podgorica            | Aeropuerto de Podgorica                                 | Austrian Airlines                                                      |                    |                       |        |
| Noruega              |                                                         |                                                                        |                    |                       |        |
| Oslo                 | Aeropuerto de Oslo-Gardermoen                           | Austrian Airlines Norwegian Air Shuttle                                | B737               |                       |        |
| Países Bajos         |                                                         |                                                                        |                    |                       |        |
| Ámsterdam            | Aeropuerto de Ámsterdam-Schiphol                        | Austrian Airlines KLM KLM Cityhopper                                   | E-Jet              |                       |        |
| Eindhoven            | Aeropuerto de Eindhoven                                 | Ryanair                                                                | B737               |                       |        |
| Róterdam             | Aeropuerto de Róterdam-La Haya                          | Transavia                                                              | B737NG             |                       |        |
| Polonia              |                                                         |                                                                        |                    |                       |        |
| Cracovia             | Aeropuerto de Cracovia-Juan Pablo II                    | Austrian Airlines                                                      |                    |                       |        |
| Varsovia             | Aeropuerto de Varsovia-Chopin                           | Austrian Airlines LOT Polish Airlines Ryanair                          |                    |                       |        |
| Varsovia             | Aeropuerto de Varsovia-Modlin                           | Ryanair                                                                | B737               |                       |        |
| Portugal             |                                                         |                                                                        |                    |                       |        |
| Faro                 | Aeropuerto de Faro                                      | Ryanair (estacional)                                                   | B737               |                       |        |
| Lisboa               | Aeropuerto Humberto Delgado                             | Ryanair TAP Air Portugal                                               | B737 A3xx          |                       |        |
| Oporto               | Aeropuerto Francisco Sá Carneiro                        | Ryanair                                                                | B737               |                       |        |
| Reino Unido          |                                                         |                                                                        |                    |                       |        |
| Brístol              | Aeropuerto de Brístol                                   | Jet2.com (Estacional)                                                  |                    |                       |        |
| Edimburgo            | Aeropuerto de Edimburgo                                 | easyJet Jet2.com Ryanair                                               | A3xx B737          |                       |        |
| Londres              | Aeropuerto de Londres-Gatwick                           | British Airways easyJet LEVEL                                          | A3xx               |                       |        |
| Londres              | Aeropuerto de Londres-Heathrow                          | Austrian Airlines British Airways                                      |                    |                       |        |
| Londres              | Aeropuerto de Londres-Stansted                          | Ryanair                                                                | B737               |                       |        |
| Mánchester           | Aeropuerto de Mánchester                                | Austrian Airlines Jet2.com                                             |                    |                       |        |
| República Checa      |                                                         |                                                                        |                    |                       |        |
| Praga                | Aeropuerto de Praga-Václav Havel                        | Austrian Airlines                                                      |                    |                       |        |
| Rumania              |                                                         |                                                                        |                    |                       |        |
| Bucarest             | Aeropuerto Internacional de Bucarest-Henri Coandă       | Austrian Airlines Ryanair TAROM                                        | B737               |                       |        |
| Cluj-Napoca          | Aeropuerto de Cluj-Napoca                               | TAROM Wizz Air                                                         | A32x               |                       |        |
| Iași                 | Aeropuerto Internacional de Iași                        | Austrian Airlines                                                      |                    |                       |        |
| Sibiu                | Aeropuerto Internacional de Sibiu                       | Austrian Airlines                                                      |                    |                       |        |
| Suceava              | Aeropuerto Internacional de Suceava-Ștefan cel Mare     | Ryanair                                                                | B737               |                       |        |
| Serbia               |                                                         |                                                                        |                    |                       |        |
| Belgrado             | Aeropuerto de Belgrado-Nikola Tesla                     | Air Serbia Austrian Airlines                                           |                    |                       |        |
| Niš                  | Aeropuerto de Niš-Constantino el Grande                 | Ryanair                                                                | B737               |                       |        |
| Pristina             | Aeropuerto Internacional de Pristina-Adem Jashari       | Austrian Airlines                                                      |                    |                       |        |
| Suecia               |                                                         |                                                                        |                    |                       |        |
| Estocolmo            | Aeropuerto de Estocolmo-Arlanda                         | Austrian Airlines Ethiopian Ryanair                                    | B737               |                       |        |
| Estocolmo            | Aeropuerto de Estocolmo-Skavsta                         | Ryanair (estacional)                                                   | B737               |                       |        |
| Gotemburgo           | Aeropuerto de Gotemburgo-Landvetter                     | Austrian Airlines Ryanair (estacional)                                 | B737               |                       |        |
| Suiza                |                                                         |                                                                        |                    |                       |        |
| Ginebra              | Aeropuerto de Ginebra                                   | Austrian Airlines easyJet Switzerland                                  | A3xx               |                       |        |
| San Galo             | Aeropuerto de San Galo-Altenrhein                       | People's Viennaline                                                    | E170               |                       |        |
| Zúrich               | Aeropuerto de Zúrich                                    | Austrian Airlines Swiss                                                |                    |                       |        |

### Destinos Estacionales o Chárter

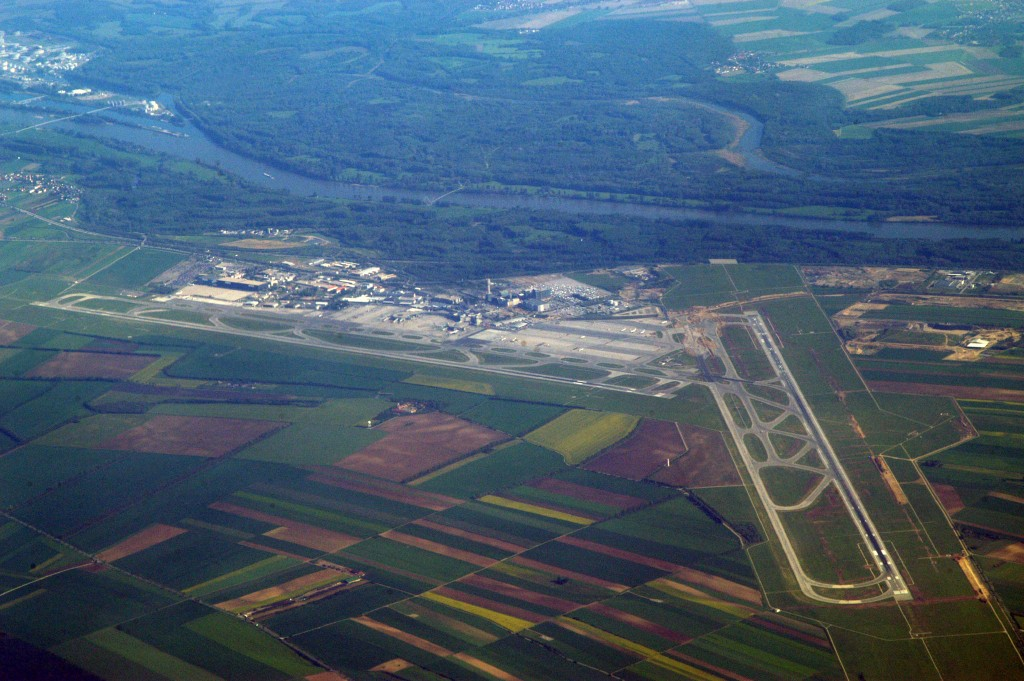
Vista aérea del aeropuerto.

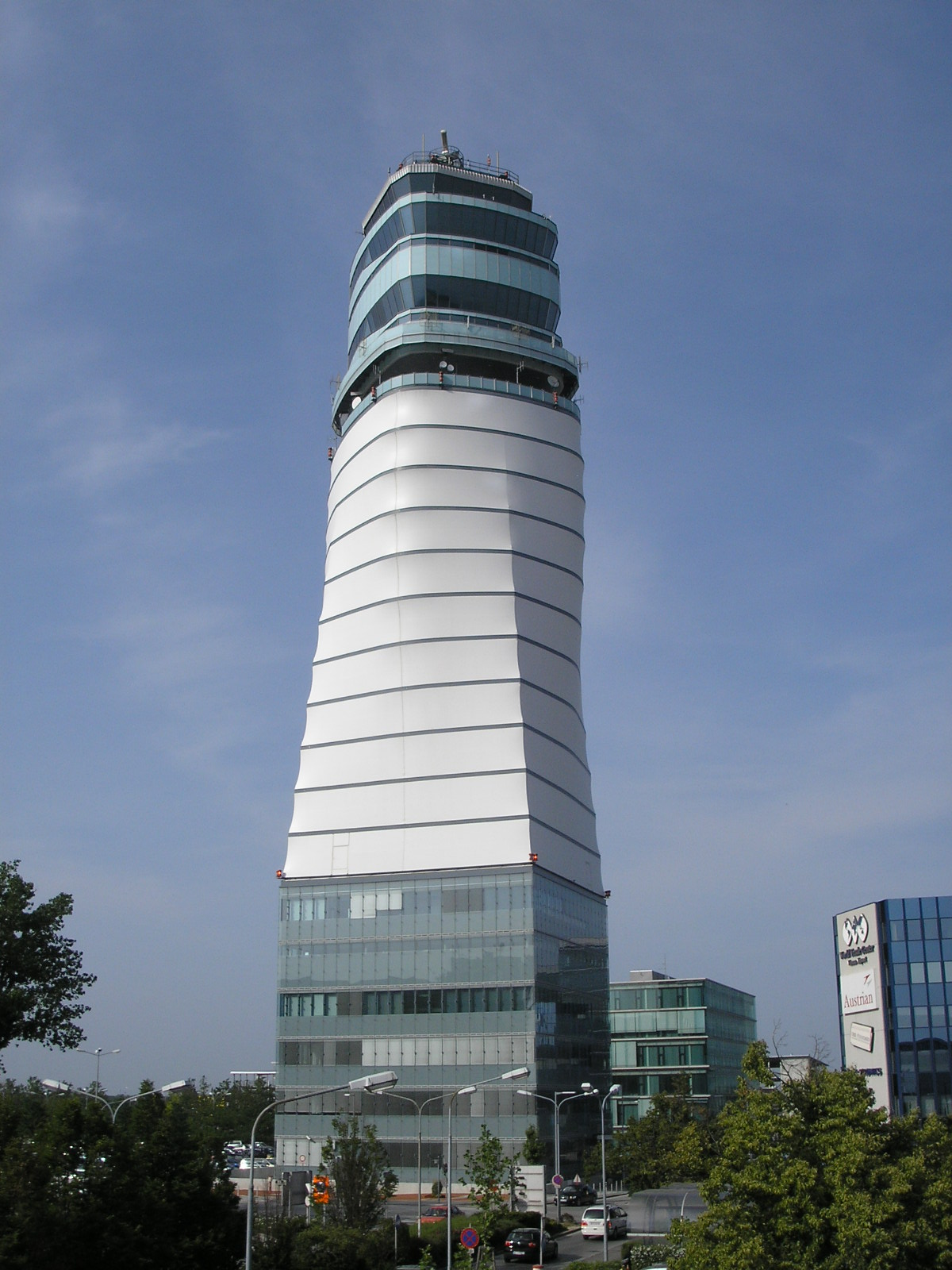
Nueva torre de control del Aeropuerto.

| Ciudades por países | Nombre del aeropuerto                                           | Aerolíneas                               | Aeronaves    | Frecuencias semanales |              |
| Norteamérica        | Norteamérica                                                    | Norteamérica                             | Norteamérica | Norteamérica          | Norteamérica |
| ------------------- | --------------------------------------------------------------- | ---------------------------------------- | ------------ | --------------------- | ------------ |
| Estados Unidos      |                                                                 |                                          |              |                       |              |
| Boston              | Aeropuerto Internacional Logan                                  | Austrian Airlines                        | B7x7         |                       |              |
| Los Ángeles         | Aeropuerto Internacional de Los Ángeles                         | Austrian Airlines                        | B7x7         |                       |              |
| Asia                |                                                                 |                                          |              |                       |              |
| Turquía             |                                                                 |                                          |              |                       |              |
| Antalya             | Aeropuerto de Antalya                                           | Pegasus Airlines Turkish Airlines        |              |                       |              |
| Bodrum              | Aeropuerto de Bodrum                                            | Austrian Airlines                        |              |                       |              |
| Dalaman             | Aeropuerto de Dalaman                                           | Austrian Airlines SunExpress             | B737         |                       |              |
| Kayseri             | Aeropuerto Internacional de Kayseri                             | Turkish Airlines                         |              |                       |              |
| Samsun              | Aeropuerto Internacional de Samsun                              | Turkish Airlines                         |              |                       |              |
| Europa              |                                                                 |                                          |              |                       |              |
| Bulgaria            |                                                                 |                                          |              |                       |              |
| Varna               | Aeropuerto de Varna                                             | Bulgaria Air                             |              |                       |              |
| Croacia             |                                                                 |                                          |              |                       |              |
| Brač                | Aeropuerto de Brač                                              | Austrian Airlines                        |              |                       |              |
| Dubrovnik           | Aeropuerto de Dubrovnik                                         | Austrian Airlines                        |              |                       |              |
| Split               | Aeropuerto de Split                                             | Austrian Airlines Croatia Airlines       |              |                       |              |
| España              |                                                                 |                                          |              |                       |              |
| Fuerteventura       | Aeropuerto de Fuerteventura                                     | Austrian Airlines                        |              |                       |              |
| Menorca             | Aeropuerto de Menorca                                           | Austrian Airlines                        |              |                       |              |
| Tenerife Sur        | Aeropuerto de Tenerife Sur                                      | Laudamotion                              | A320-200     |                       |              |
| Francia             |                                                                 |                                          |              |                       |              |
| Burdeos             | Aeropuerto de Burdeos-Mérignac                                  | ASL Airlines France (Chárter)            | B737         |                       |              |
| Toulouse            | Aeropuerto de Toulouse-Blagnac                                  | ASL Airlines France (Chárter)            | B737         |                       |              |
| Grecia              |                                                                 |                                          |              |                       |              |
| Cefalonia           | Aeropuerto Internacional de Cefalonia                           | Austrian Airlines                        |              |                       |              |
| Corfú               | Aeropuerto Internacional de Corfú                               | Austrian Airlines TUIfly                 | B737         |                       |              |
| Heraclión           | Aeropuerto Internacional Nikos Kazantzakis                      | Austrian Airlines Aegean Airlines TUIfly | A3xx B737    |                       |              |
| Kos                 | Aeropuerto Internacional de Kos - Hipócrates                    | Austrian Airlines TUIfly Eurowings       | B737         |                       |              |
| La Canea            | Aeropuerto Internacional de La Canea                            | Austrian Airlines                        |              |                       |              |
| Míconos             | Aeropuerto Nacional de Míconos                                  | Austrian Airlines                        |              |                       |              |
| Mitilene            | Aeropuerto de Mitilene                                          | Austrian Airlines                        |              |                       |              |
| Preveza             | Aeropuerto de Preveza                                           | Austrian Airlines                        |              |                       |              |
| Rodas               | Aeropuerto Internacional de Rodas-Diágoras                      | Austrian Airlines TUIfly                 | B737         |                       |              |
| Samos               | Aeropuerto de Samos                                             | Austrian Airlines                        |              |                       |              |
| Santorini           | Aeropuerto de Santorini                                         | Austrian Airlines                        |              |                       |              |
| Scíathos            | Aeropuerto Internacional de Scíathos - Alexandros Papadiamantis | Austrian Airlines                        |              |                       |              |
| Volos               | Aeropuerto Internacional de Volos - Nea Anchialos               | Austrian Airlines                        |              |                       |              |
| Zante               | Aeropuerto de Zante                                             | Austrian Airlines                        |              |                       |              |
| Islandia            |                                                                 |                                          |              |                       |              |
| Reikiavik           | Aeropuerto Internacional de Keflavík                            | Austrian Airlines                        |              |                       |              |
| Italia              |                                                                 |                                          |              |                       |              |
| Cagliari            | Aeropuerto de Cagliari-Elmas                                    | Austrian Airlines                        |              |                       |              |
| Catania             | Aeropuerto de Catania-Fontanarossa                              | Austrian Airlines                        |              |                       |              |
| Florencia           | Aeropuerto de Florencia                                         | Austrian Airlines                        |              |                       |              |
| Lamezia Terme       | Aeropuerto Internacional de Lamezia Terme                       | Austrian Airlines                        |              |                       |              |
| Nápoles             | Aeropuerto de Nápoles-Capodichino                               | Austrian Airlines                        |              |                       |              |
| Olbia               | Aeropuerto de Olbia-Costa Smeralda                              | Austrian Airlines                        |              |                       |              |
| Palermo             | Aeropuerto de Palermo-Punta Raisi                               | Austrian Airlines                        |              |                       |              |
| Montenegro          |                                                                 |                                          |              |                       |              |
| Ohrid               | Aeropuerto de Ohrid                                             | Austrian Airlines                        |              |                       |              |
| Portugal            |                                                                 |                                          |              |                       |              |
| Faro                | Aeropuerto de Faro                                              | Austrian Airlines                        |              |                       |              |
| Funchal             | Aeropuerto de Madeira                                           | Austrian Airlines                        |              |                       |              |
| Reino Unido         |                                                                 |                                          |              |                       |              |
| Edimburgo           | Aeropuerto de Edimburgo                                         | Laudamotion                              | A320-200     |                       |              |
| Leeds               | Aeropuerto Internacional de Leeds Bradford                      | Jet2.com                                 |              |                       |              |
| Newcastle upon Tyne | Aeropuerto de Newcastle upon Tyne                               | Jet2.com                                 |              |                       |              |

### Carga
| Aerolíneas                  | Destinos                                                                                                |
| --------------------------- | --- |
| Asiana Cargo                | Seúl-Incheon                                                                                            |
| Cargolux                    | Doha, Hanói, Hong Kong, Luxemburgo, Novosibirsk                                                         |
| China Southern Airlines     | Ámsterdam, Shanghái-Pudong                                                                              |
| FedEx Express               | Budapest, París-Charles de Gaulle                                                                       |
| Korean Air Cargo            | Bruselas, Copenhague, Seúl-Incheon, Milán-Malpensa, Basilea, Navoi, Tel Aviv, Oslo-Gardermoen, Zaragoza |
| TNT Airways                 | Lieja                                                                                                   |
| Turkish Airlines Cargo      | Estambul-Ataturk, Minsk-Nacional                                                                        |
| Ukraine International Cargo | Kiev |
| UPS Airlines                | Budapest, Colonia-Bonn                                                                                  |

## Estadísticas

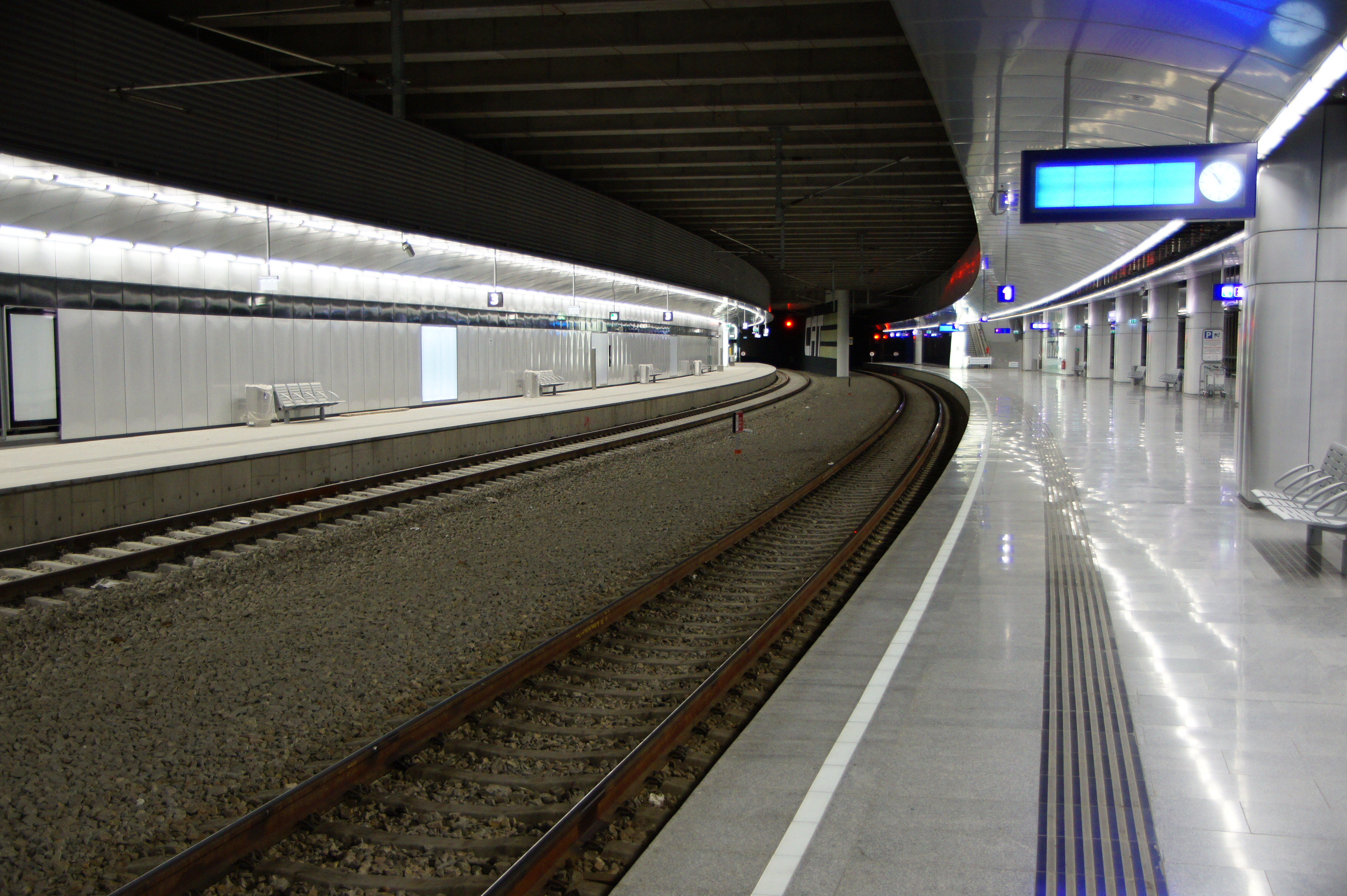
Cuatro ferrocarriles sirven el aeropuerto

Ver fuente y consulta Wikidata.